# Gobseck
Gobseck er en tysk stumfilm fra 1924 af Preben J. Rist.

## Medvirkende
- Henry Bender som Simons
- Rolf Brunner som Dr. Bergner
- Eugen Burg som Otto Hohnthal
- Gertrud de Lalsky som Paronon Plessnitz
- Evi Eva som Gerda
- Otto Gebühr som Jean Esther von Gobseck
- Ernst Hofmann som Horst
- Lissi Lind som Hermine